# 卡布特灣

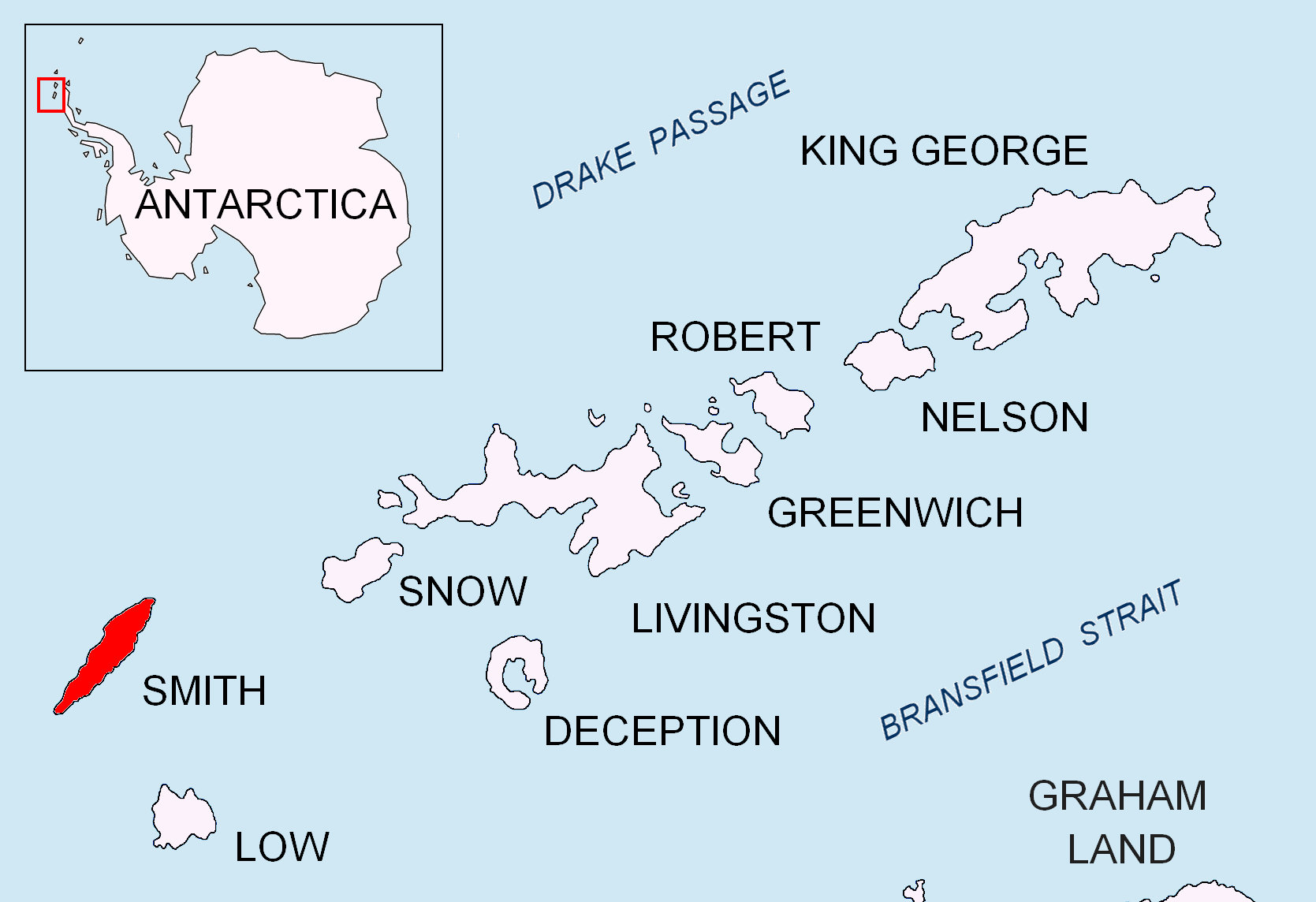

卡布特灣（英語：Cabut Cove），是南極洲的海灣，位於南設得蘭群島的史密斯島，處於史密斯角西南面14.13公里和詹姆士角東北面19.82公里，入口處在馬爾克利角和伊雷切克角之間，長1公里、寬1.08公里，現時由南極條約體系管理。